# Prinzenbussard
Der Prinzenbussard (Morphnarchus princeps) ist ein Greifvogel aus der Familie der Habichtartigen (Accipitridae). Das Verbreitungsgebiet des Prinzenbussards liegt im nordwestlichen Südamerika (Kolumbien und Ecuador) und im südlichen Mittelamerika (Costa Rica und Panama).

## Beschreibung
Der Prinzenbussard erreicht eine Länge von 51 bis 57 Zentimeter, eine Flügelspannweite von 112 bis 124 Zentimeter und ein Gewicht von etwa einem Kilogramm und ist damit viel kleiner als der Andenbussard (Geranoaetus melanoleucus). Der Kopf, der Rücken, die Flügeldecken und die Kehle sind schwärzlich, wobei die Federn bläulich-schieferfarbene Ränder haben. Bei Jungvögeln sind diese Ränder weißlich. Der Bauch und die Unterflügeldecken sind weiß und mit feinen schwarzen Bändern versehen. Der Schwanz ist an der Basis grau, am Ende schwarz und zeigt an der Unterseite ein auffälliges weißes Band. Die Beine und die Wachshaut sind gelb. Die Iris ausgewachsener Exemplare ist dunkelblau.

## Lebensraum und Lebensweise

Das Verbreitungsgebiet des Prinzenbussards

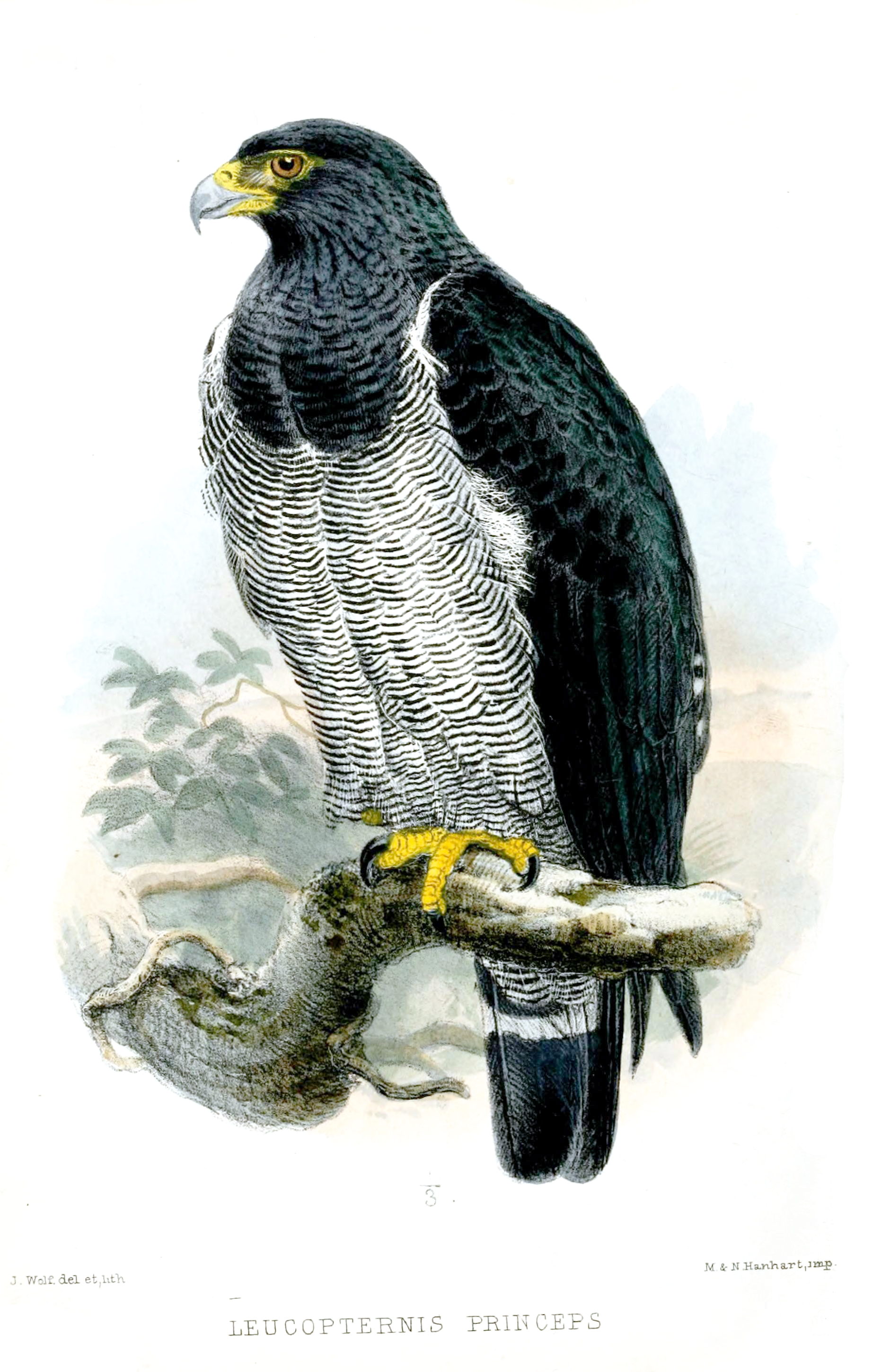
Prinzenbussard, Zeichnung aus der Erstbeschreibung

Der Prinzenbussard kommt in Bergregionen in Costa Rica und Panama und in den Anden von Kolumbien und Ecuador in Höhen von 300 bis 3000, meist jedoch in Höhen von 500 bis 2500 Metern vor. In Kolumbien wird er hin und wieder auch in der Küstenebene gesehen. Ein Lebensraum sind feuchte Bergwälder, Waldränder und natürliche und vom Menschen geschaffene Lichtungen. Er wird oft fliegend über dem Wald gesehen, manchmal in Gruppen von 3 oder 4 Individuen. Über die Ernährung des Prinzenbussards ist bisher nur wenig Genaueres bekannt. Er jagt von einem Ansitz aus und oft in der Nähe des Erdbodens. In Ecuador wurde erfasst, welche Beutetiere die Elternvögel zu einem Nest geschafft haben. Darunter waren 50 Schleichenlurche (Caecilia orientalis), 36 Schlangen (darunter Atractus occipitoalbus und Leptophis sp.), 3 Riesenregenwürmer (Martiodrilus sp.), 3 Jungvögel und 3 Säugetiere. Der Prinzenbussard ist damit die einzige Vogelart, für die eine Jagd auf Schleichenlurche nachgewiesen wurde. Auch die Fortpflanzungsbiologie ist bisher nur wenig erforscht worden. Die zwei bisher untersuchten Nester befanden sich auf einem Felsvorsprung und enthielten nur ein einzelnes weißes Ei. Die Jungvögel hatten ein weißes Daunengefieder.

## Systematik
Der Prinzenbussard wurde 1865 durch den englischen Zoologen Philip Lutley Sclater als Leucopternis princeps erstmals wissenschaftlich beschrieben. Eine 2009 veröffentlichte Untersuchung der Verwandtschaftsverhältnisse innerhalb der Unterfamilie der Bussardartigen (Buteoninae) zeigte jedoch, dass der Prinzenbussard nicht sehr nah mit den übrigen drei Arten der Gattung Leucopternis (Weißbussarde) verwandt ist, sondern an der Basis einer Klade steht, zu der neben Leucopternis die Gattungen Buteo und Parabuteo gehören. Er wurde deshalb in die monotypische Gattung Morphnarchus gestellt, die bereits 1920 durch den US-amerikanischen Ornithologen Robert Ridgway eingeführt worden ist.

## Gefährdung
Nach Angaben der IUCN ist der Bestand des Prinzenbussards nicht gefährdet. Es wird geschätzt, dass es 20.000 bis 50.000 ausgewachsene Exemplare gibt. Durch die fortschreitende Zerstörung der Tropenwälder gehen die Bestände jedoch in einigen Gebieten zurück.